# The Sims 2
The Sims 2 là một trò chơi trên máy tính thuộc loại giả lập, chiến thuật, được phát triển bởi Maxis và phát hành bởi Electronic Arts. Nó là bản sau của loạt game ăn khách The Sims (ra mắt ngày 4 tháng 2 năm 2000). The Sims 2 được phát hành ngày 14 tháng 9 năm 2004 dành cho hệ điều hành Microsoft Windows. Bản dành cho Apple Mac OS X phát hành ngày 13 tháng 6 năm 2005. tám bản mở rộng và chín bản stuff dành cho The Sims 2 lần lượt được phát hành những năm sau đó. Đồng thời một vài bản dành cho máy console cũng được ra mắt. Tuy không được nhiều người biết đến, The Sims 2 cũng có phiên bản chơi trên điện thoại. Những nhà sản xuất điện thoại như Nokia cung cấp The Sims 2 qua Ovi Store. Bản sau đó là The Sims 3 đã phát hành vào tháng 6 năm 2009.
The Sims 2 có cùng nội dung như The Sims và The Sims 3, người chơi điều khiển Sims của mình thực hiện nhiều hoạt động khác nhau và giao lưu quan hệ như ngoài đời thực. The Sims 2, cũng như bản trước nó là The Sims, không có một mục tiêu chơi xác định sau cùng; mà có một cách chơi mở. Các Sims đều có mục đích sống, những ham muốn và sợ hãi riêng, khi hoàn thành được chúng sẽ tạo ra những kết quả tích cực hoặc tiêu cực. Các Sims đều già đi, và có tuổi thọ tối đa 90 ngày (trong game) tùy thuộc vào việc những khao khát của sims có được đáp ứng đầy đủ. The Sims 2 được xây dựng khác bản trước của nó ở chỗ cho phép các Sims trải qua 6 giai đoạn của cuộc đời, đồng thời kết hợp với đồ họa 3D. Dù cách chơi không được xác định, nhưng vẫn có cốt truyện ở những khu dân cư được xây dựng sẵn trong game. Pleasantview chính là khu dân cư trong The Sims bản gốc 25 năm sau. Cốt truyện ở Strangetown thì dựa trên sự siêu nhiên, và có mối liên kết tuy lỏng lẻo với Pleasantview. Các nhân vật ở Veronaville thì được xây dựng dựa trên các nhân vật của Shakespeare.
The Sims 2 khi vừa ra mắt đã gặt hái nhiều thành công, trong vòng 10 ngày đầu đã bán được 1 triệu bản, lập được kỷ lục tính đến lúc bấy giờ.
Đến tháng 6 năm 2009, The Sims 2 đã bán được hơn 14 triệu bản trên toàn cầu và trở thành PC game bán chạy nhất năm 2004. 
Trong tháng 4 năm 2008, trang web The Sims 2 thông báo rằng 100 triệu bản series The Sims đã được tiêu thụ.
Bên cạnh thành công về thương mại, The Sims 2 được giới phê bình đánh giá rất tốt với số điểm 90% từ Metacritic và GameRankings.

## Lối chơi

### Neighborhood
Ở góc độ neighborhood, người chơi chọn một căn nhà hoặc khu đất trống để chơi như trong The Sims gốc. Trong game có mảnh đất dành cho dân cư sinh sống và đất dành cho cộng đồng (community lot), nhưng Sims chỉ có thể sống ở mảnh đất dành cho dân cư. Những mảnh community lots là nơi để Sims đến mua những thứ như quần áo và tạp chí,... đồng thời tương tác với các NPCs.

### Chọn nơi ở cho Sims
Người chơi có thể chọn lựa giữa những cách chơi: chơi một căn nhà đã có Sims ở sẵn, di chuyển một gia đình vào một căn nhà có sẵn, hoặc tự xây nhà trên mảnh đất trống. Một điểm khác với The Sims 1 là phần móng.

### Chế độ live, buy và build
Người chơi có thể chuyển đổi giữa chế độ "live" (được chỉnh mặc định) để điều khiển Sims, chế độ "buy" để mua, di chuyển hoặc xóa đồ vật, chế độ "build" để chỉnh sửa lại căn nhà. Chế độ Buy và build ở community lots bị khóa khi Sims của người chơi đến khu đất đó, chỉ có thể vào được hai chế độ ấy từ góc độ neighborhood.
Người chơi cũng có thể nhập địa hình neighborhood từ game SimCity 4 vào game này.

### Thử thách
The Sims 2 bao gồm một số thử thách về mặt thời gian mà nếu người chơi hoàn thành sẽ được tặng phần thưởng. Sims có thể tổ chức tiệc tùng để tăng điểm khát vọng hoặc mời ngài hiệu trưởng tới nhà dùng bữa tối nhằm giúp con mình được vào trường tư thục danh giá để học. Một số bản mở rộng còn có vài trò chơi nhỏ, như việc điều hành một ngôi nhà Greek trong University hay hẹn hò trong Nightlife. Trong Nightlife, mỗi khi hẹn hò là một thử thách mà người chơi phải giữ cả hai Sims thật vui hết sức có thể trong khi vừa phải tích lũy điểm khát vọng. 

### Các nhân vật siêu nhiên Sims có thể trở thành
Có nhiều bản mở rộng bao gồm một số nhân vật siêu nhiên mà Sims có thể hóa thành. Bao gồm Ma cà rồng (Vampires), Người sói (Werewolves), Người cây (Plantsims), Thây ma (Zombies), và Phù thủy (Witches).

### So sánh vớiThe Sims
ĐỒ HỌA:
Về mặt đồ họa, The Sims 2 thể hiện chi tiết hơn The Sims và người chơi được trải nghiệm trong thế giới 3D. Đặc điểm khuôn mặt của Sims đa dạng và độc đáo hơn, Sims có thể cười, cau mày và chớp mắt. Người chơi có thể điều chỉnh đặc điểm của Sims bằng công cụ Create-a-Sim trong game; chẳng hạn như chiếc mũi có thể được chỉnh cực lớn hoặc cực nhỏ. Kết cấu đạt được nhờ đồ họa raster, dù đã trông giống thực hơn.
CÁC GIAI ĐOẠN:
Các nhân vật trong The Sims 2 trải qua 6 giai đoạn phát triển - sơ sinh, em bé biết bò, trẻ nhỏ, thiếu niên mới lớn, thanh niên (chỉ có khi cài bản mở rộng University), người trưởng thành, và người già - cuối cùng là chết vì già, trong khi em bé trong The Sims chỉ trở thành trẻ nhỏ, sau đó thì hết lớn nữa. Hệ thống khát vọng (đã miêu tả ở trên) cũng là đặc điểm mới của The Sims 2. Sims còn có thể mang bầu và sinh ra những đứa con mang đặc điểm di truyền của cha mẹ chúng, như màu mắt, màu tóc, cấu trúc khuôn mặt, và tính cách. Gene di truyền đóng một vai trò quan trọng trong game. Ngoài ra, người chơi cũng có thể làm Sims của mình bị người ngoài hành tinh bắt cóc. Sims nam có thể bị dính bầu và sinh ra đứa trẻ lai người ngoài hành tinh sau 3 ngày trong thế giới Sims.
KHÁC
Một số đặc điểm được thêm vào là phần thưởng cho sự nghiệp (career rewards), vòng tuần hoàn một tuần lễ, kỹ năng lau dọn (cleaning) (trước đây là một kỹ năng ẩn trong The Sims), các món ăn phong phú (tùy thuộc thời điểm trong ngày), trang phục tập thể dục, dáng người chịu ảnh hưởng bởi chế độ ăn và việc tập luyện, và nhà được xây dựng trên nền móng.

## Các khu neighborhood
| Neighborhood       | Bản mở rộng    |
| ------------------ | -------------- |
| Pleasantview       | Bản chính      |
| Strangetown        | Bản chính      |
| Veronaville        | Bản chính      |
| Riverblossom Hills | Seasons        |
| Desiderata Valley  | FreeTime       |
| Belladonna Cove    | Apartment Life |

### Khu neighborhood "con"
| Neighborhood         | Bản mở rộng       |
| -------------------- | ----------------- |
| Sim State University | University        |
| La Fiesta Tech       | University        |
| Academie Le Tour     | University        |
| Downtown             | Nightlife         |
| Bluewater Village    | Open for Business |
| Twikkii Island       | Bon Voyage        |
| Three Lakes          | Bon Voyage        |
| Takemizu Village     | Bon Voyage        |

## Các phiên bản

### Bản chính
| Tên                               | Ngày phát hành               | Bao gồm                                                                                    |
| --------------------------------- | ---------------------------- | ------------------------------------------------------------------------------------------ |
| The Sims 2                        | Windows: Mac OS X: 13/6/2005 | Lần phát hành đầu tiên của bản chính gồm 4 CD.                                             |
| The Sims 2 Special DVD Edition    | Windows:                     | Bản chính trong 1 DVD + 1 bonus DVD.                                                       |
| The Sims 2 Holiday Edition (2005) | Windows:                     | Bản chính + The Sims 2 Holiday Party Pack.                                                 |
| The Sims 2 Holiday Edition (2006) | Windows:                     | Bản chính + The Sims 2 Happy Holiday Stuff.                                                |
| The Sims 2 Deluxe                 | Windows:                     | Bản chính + The Sims 2 Nightlife + 1 bonus DVD khác với cái kèm trong Special DVD Edition. |
| The Sims 2 Double Deluxe          | Windows:                     | Bản chính + The Sims 2 Celebration! Stuff + The Sims 2 Nightlife                           |

### Bộ sưu tập bản mở rộng
| Tên                         | Ngày phát hành | Bao gồm |
| --------------------------- | -------------- | --- |
| University Life Collection  | Windows:       | The Sims 2: University, The Sims 2: IKEA Home Stuff, và The Sims 2 Teen Style Stuff.                               |
| Best of Business Collection | Windows:       | The Sims 2: Open for Business, The Sims 2: H&M Fashion Stuff, và The Sims 2: Kitchen & Bath Interior Design Stuff. |
| Fun with Pets Collection    | Windows:       | The Sims 2: Pets, The Sims 2: Family Fun Stuff, và The Sims 2: Mansion & Garden Stuff.                             |

### Bản mở rộng
Các màn mở rộng của The Sims 2 cung cấp các gameplay và món hàng mới cho trò chơi.
| Tên               | Ngày phát hành                          | Đặc điểm được bổ sung | Khu neighborhood                                                     | NPC mới | Trạng thái sống/Sinh vật mới                           | Ngành nghề mới                                                                      |
| ----------------- | --------------------------------------- | --- | -------------------------------------------------------------------- | --- | ------------------------------------------------------ | ----------------------------------------------------------------------------------- |
| University        | Windows: Mac OS X: 12/12/2005           | Trường đại học, độ tuổi thanh niên, sức ảnh hưởng đến người khác                                                                              | Làng đại học: La Fiesta Tech, Sim State University, Académie Le Tour | Nhân viên pha cà phê, người pha chế rượu, Nhân viên căn-tin, Hoạt náo viên, Huấn luyện viên thể thao, Linh vật xấu xa, Linh vật, Giáo sư đại học, người cởi truồng chạy lông nhông | Thây ma (cũng có trong bản FreeTime và Apartment Life) | Nhà khoa học nghiên cứu tự nhiên, Nghề làm về tâm linh, Quản trị kinh doanh, Họa sĩ |
| Nightlife         | Windows: Mac OS X: 2 tháng 3 năm 2006   | hẹn hò, hệ thống nhóm bạn, đi chơi ngoài, aspiration Pleasure và Grilled Cheese, trạng thái quan hệ mới, xe ô tô, hệ thống thu hút người khác | Downtown: Downtown                                                   | Bà mối Gypsy, Bồi bàn, Bếp trưởng, Bartender, DJ, Mrs. Crumplebottom, Ma cà rồng (Bá tước/Nữ bá tước ma cà rồng)                                                                   | Ma cà rồng                                             | không có                                                                            |
| Open for Business | Windows: Mac OS X: 4 tháng 9 năm 2006   | buôn bán, huy hiệu tài năng | Shopping District: Bluewater Village                                 | Phóng viên, Thợ cắt tóc | Servos (Robots)                                        | Nhân viên bán hàng                                                                  |
| Pets              | Windows: Mac OS X: 6 tháng 11 năm 2006  | thú cưng | không có                                                             | Cán bộ kiểm soát động vật, Nhà huấn luyện thú, Người sói, Chồn hôi | Người sói                                              | Nghề của thú cưng: Bảo vệ, Showbiz, Phục vụ                                         |
| Seasons           | Windows: Mac OS X: 11 tháng 6 năm 2007  | thời tiết, bốn mùa, câu cá, làm vườn, huy hiệu mới                                                                                            | Main: Riverblossom Hills                                             | Nhân viên câu lạc bộ làm vườn, Chim cánh cụt | PlantSims                                              | Nhà thám hiểm, Giáo dục, Game thủ, Báo chí, Luật, Âm nhạc                           |
| Bon Voyage        | Windows: Mac OS X: 17 tháng 12 năm 2007 | Đi nghỉ mát nhiều nơi | Vacation: Twikkii Island, Three Lakes, Takemizu Village              | Lính cứu hỏa, Hầu phòng, Nhân viên khuân đồ của khách sạn, nhân viên mát xa, Wise Old Man, Cướp biển, hướng dẫn viên du lịch, Kẻ móc túi/ kẻ bịp bợm, Bác sĩ phù thủy, Ninja       | Bigfoot                                                | không có                                                                            |
| FreeTime          | Windows:                                | Sở thích, hệ thống aspiration cả đời, huy hiệu tài năng mới                                                                                   | Main: Desiderata Valley Secret: Hobby                                | Thành viên hội sở thích, Rod Humble, Hội trưởng hội sở thích, Nhà phê bình ẩm thực, Thần đèn                                                                                       | không có                                               | Hải dương học, Tình báo, Giải trí, Vũ công, Kiến trúc                               |
| Apartment Life    | Windows:                                | Thuê nhà trọ, hệ thống xếp uy tín, phép thuật phù thủy                                                                                        | Main: Belladonna Cove Secret: The Magical World                      | Quản gia, Chủ đất, Bạn cùng phòng, Người nhảy break dance, Nghệ sĩ đường phố, Nhóm hoạt động xã hội, Phù thủy cao cấp của Ánh sáng/ Bóng tối, Mèo của phù thủy, Tượng hình người   | Phù thủy, Pháp sư                                      | không có                                                                            |